# 德克·博里赫特
德克·博里赫特（Derk Boerrigter）是一位荷蘭足球運動員，在場上他司職翼鋒。他目前效力于蘇格蘭足球超級聯賽球隊些路迪。

## 外部連結
- Profile at VI.nl （页面存档备份，存于）